# Alonso de Esquinas el Viejo
Alonso de Esquinas el Viejo fue un entallador escultor y ensamblador, que había nacido alrededor de 1533, posiblemente en Guadalajara, donde vivían sus padres, Alonso de Esquinas y Luisa de Mesa. Al morir estos, él y su hermano Pedro quedaron al cuidado del entallador-escultor Pedro de Villadiego de Cuenca, nombrado tutor de ambos y en cuyo taller trabajó como aprendiz. Se casó con María Beltrán con la que tuvo tres hijos: Pedro y Alonso entalladores y María que también se casó con un entallador, Alonso Maldonado.

## Obra
Trabajó en colaboración con Tomás Vázquez en la sillería del coro de la iglesia de Villar de Cañas en el año 1569 y en los retablos de la ermita de la Concepción de El Cañavate con Matías Hernández; además también en el retablo de la iglesia parroquial de esta misma población.